# Młodzowy
Młodzowy – historyczna część miasta Radomska położona w jego północno-zachodniej części. Do 1954 samodzielna miejscowość.

## Historia
Młodzowy to dawna wieś. Do 1954 należały do gminy Radomsk (Noworadomsk) w powiecie radomszczańskim (1867–1922 pn. noworadomski), początkowo w guberni piotrkowskiej, a od 1919 w woj. łódzkim. Tam 2 listopada 1933 utworzyły gromadę o nazwie Młodzowy w gminie Radomsk.
Podczas II wojny światowej Młodzowy włączono do Generalnego Gubernatorstwa (dystrykt radomski, Landkreis Radomsko, gmina Radomsko). W 1943 roku liczba mieszkańców wynosiła 344 mieszkańców. Po wojnie w województwie łódzkim, jako jedna z 16 gromad gminy Radomsko w powiecie radomszczańskim.
4 października 1954, w związku z reformą znoszącą gminy, gromadę Młodzowy włączono do Radomska.
W 2021 roku Młodzowy (138,46 ha) określono jako obszar zdegradowany, przeznaczony pod rewitalizację.